# Alfonso Longo
Alfonso Giovanni Andrea Longo, né le 18 octobre 1738 à Pescate et mort le 5 janvier 1804, est un intellectuel lombard des Lumières.
D’une famille noble, mais pauvre, le marquis Longo est devenu abbé par obligation familiale. À Milan en 1763, il a intégré l’Académie des Pugni, fondée deux ans plus tôt par son ami Pietro Verri, son frère Alessandro Verri, Cesare Beccaria, Giambattista Biffi, Luigi Lambertenghi et Pietro Secchi. Cette institution culturelle, qui a été suivie par de nombreux intellectuels lombards des Lumières, a formé le noyau initial du journal Il Caffè, destiné à devenir le point de référence du réformisme italien des Lumières.
Correspondant de Mirabeau, En 1769, il a reçu la chaire de droit public et particulier l’École Palatine. En 1773, il a succédé à Cesare Beccaria dans la chaire d'économie publique et de commerce. En 1796, il a pris part, avec Pietro Verri et Luigi Lambertenghi à la fondation de la République cisalpine.

## Ouvrages
- (it) Un Milanese a Roma. Lettere di Alfonso Longo agli amici del Caffè, 1765-1766, Eugenio Landry, Sofia Ravasi éd., 1911.